# Khurai
Khurai là một thành phố và khu đô thị của quận Sagar thuộc bang Madhya Pradesh, Ấn Độ.

## Địa lý
Khurai có vị trí 24°03′B 78°19′Đ / 24,05°B 78,32°Đ Nó có độ cao trung bình là 436 mét (1430 feet).

## Nhân khẩu
Theo điều tra dân số năm 2001 của Ấn Độ, Khurai có dân số 31.887 người. Phái nam chiếm 52% tổng số dân và phái nữ chiếm 48%. Khurai có tỷ lệ 71% biết đọc biết viết, cao hơn tỷ lệ trung bình toàn quốc là 59,5%: tỷ lệ cho phái nam là 78%, và tỷ lệ cho phái nữ là 63%. Tại Khurai, 15% dân số nhỏ hơn 6 tuổi.